# Fusceulima mangonuica
Fusceulima mangonuica is een slakkensoort uit de familie van de Eulimidae. De wetenschappelijke naam van de soort is voor het eerst geldig gepubliceerd in 1940 door Powell.